# Uellendahler Rotte
Die Uellendahler Rotte [ˈʏlən-] war bis zum 19. Jahrhundert eine der untersten Verwaltungseinheiten im ländlichen Außenbezirk der bergischen Stadt Elberfeld und des Kirchspiels Elberfeld im Kreis Elberfeld des Regierungsbezirks Düsseldorf innerhalb der preußischen Rheinprovinz.
Laut der Statistik und Topographie des Regierungsbezirks Düsseldorf von 1832 gehörten zu der Rotte folgende Ortschaften und Wohnplätze: Am Deckershäuschen, Am Hammerkloth, Am Hundsbusch, Am Leienfeld, Am Norkshaus, Am Ophoff, Am Schnappstüber, Am Sültenkopf, Am Uellenthaler Brunnen, An der Kiepe, An der Leyen, An der Lockfinke, An der Schockel, Auf der Kohlstraße, Auf der Nüll, Auf Uellenthal, Auf'm Bruch, Auf'm Röttchen, Im Busch, Im Kieffchen, Im Raukamp, Im Siepen, Im Uellenthaler Berg und Im Weinberg.